# Mãe-de-taoca-de-cauda-barrada
Mãe-de-taoca-de-cauda-barrada (Oneillornis salvini) é uma espécie de ave da família Thamnophilidae.
Pode ser encontrada nos seguintes países: Bolívia, Brasil e Peru.
Os seus habitats naturais são florestas subtropicais ou tropicais húmidas de baixa altitude.

## Etimologia
O nome mãe-de-taoca-de-cauda-barrada foi selecionado como nome vernáculo técnico para a espécie Oneillornis salvini pelo Comitê Brasileiro de Registros Ornitológicos (CBRO) em 2021.
O nome mãe-de-taoca é comum a diversas aves da famíia dos tamnofilídeos, por seu hábito de seguir e se alimentar de formigas de correição (taocas).